# فائزه هاشمی
فائزه هاشمی بهرمانی ؛ معروف به فائزه هاشمی رفسنجانی (زادهٔ ۱۷ دی ۱۳۴۱) سیاستمدار اصلاح‌طلب ایرانی است که به‌عنوان نماینده تهران، ری، شمیرانات و اسلامشهر در دوره پنجم مجلس شورای اسلامی فعالیت می‌کرد. وی دومین دختر اکبر هاشمی رفسنجانی است. هاشمی از اعضای بنیان‌گذار حزب کارگزاران سازندگی ایران به‌شمار می‌آید. او از اعضای هیئت مدیرهٔ دفتر نشر معارف انقلاب است که آثار و خاطرات هاشمی رفسنجانی را منتشر می‌کند.

## ابتدای زندگی و تحصیلات
فائزه هاشمی بهرمانی در ۱۷ دی ماه ۱۳۴۱، هنگام اقامت خانواده‌اش در شهر قم به دنیا آمد. او فرزند سوم اکبر هاشمی رفسنجانی و عفت مرعشی است. به گفتهٔ خودش با وجود علاقه به تحصیل چند سال پشت کنکور ماند تا اینکه با تأسیس دانشگاه آزاد توسط پدرش و جمعی دیگر از مسئولان جمهوری اسلامی در سال ۱۳۶۱ در این دانشگاه مشغول به تحصیل شد.
وی دارای مدرک دکترا در رشته حقوق بشر از دانشگاه آزاد اسلامی واحد تهران مرکزی و دو لیسانس در رشته‌های مدیریت از دانشگاه الزهرا و علوم سیاسی از دانشگاه آزاد اسلامی واحد تهران مرکزی است. او پس از عدم موفقیت در انتخابات مجلس ششم برای ادامه تحصیل به انگلستان رفت و از دانشگاه بیرمنگام سیتی فوق‌لیسانس حقوق بشر دریافت کرد اما پس از دو سال تحصیل در مقطع دکترای این دانشگاه، ادامه تحصیل را به ایران منتقل کرد. او تا سال ۱۳۹۷ در دانشگاه آزاد اسلامی واحد پردیس حقوق تدریس می‌کرد که به دلیل «تخلف در جذب» او از این دانشگاه اخراج شد و به گفته خودش اکنون در رفسنجان پسته‌داری می‌کند.

## فعالیت‌ها

### فعالیت سیاسی
از میان دختران اکبر هاشمی رفسنجانی، فائزه تنها دختری است که وارد فعالیت‌های سیاسی شد. وی در میان افکار عمومی ایران، چهره‌ای اصلاح طلب محسوب می‌شود. او در انتخابات دوره پنجم مجلس شورای اسلامی شرکت کرد و موفق شد به عنوان نماینده دوم تهران به مجلس پنجم راه یابد. فائزه هاشمی دربارهٔ فعالیت‌هایش در مجلس پنجم می‌گوید:
فعالیت‌های من در مجلس سه بعد داشت؛ مسائل روز جامعه، (به خصوص مسائل سیاسی) مسائل مربوط به زنان و مسائل مربوط به ورزش.
شرکت او در انتخابات مجلس ششم که با شکست همراه بود، باعث کناره‌گیری او از فعالیت‌های سیاسی شد. فائزه هاشمی همچنین رئیس شاخه زنان حزب کارگزاران سازندگی ایران است.

### فعالیت ورزشی
فائزه هاشمی از سال ۱۳۶۹ ریاست فدراسیون اسلامی ورزش زنان را بر عهده داشت. در خرداد ۱۳۹۰ به دفتر او در ساختمان فدراسیون اسلامی ورزش زنان، حمله شد و کمتر از دو ماه بعد، در مرداد ماه ۱۳۹۰ این فدراسیون، به دلیل تعلق نگرفتن بودجه کافی از سوی سازمان تربیت بدنی، تعطیل گردید.
این فدراسیون در دوره ریاست فائزه هاشمی، اقدام به برگزاری بازی‌های اسلامی زنان می‌کرد و تا جایی پیش رفت که چهارمین دوره بازی‌های اسلامی زنان، در تهران برگزار شد. نشریه مسلم نیوز که پرتیراژترین نشریه اقلیت‌ها در کشور انگلستان است، به منظور ارتقا جایگاه مسلمانان مقیم انگلستان، از سال ۲۰۰۰ جوایزی را با نام مسلمانان پیشگام در حیطه‌های روابط عمومی، بهداشت و سلامت، توسعه و ارتباطات، تحصیلات، فرهنگ، اقتصاد و رسانه‌ها، به اجرا گذاشت، که جایزه شایستگی در حوزه ورزش را، به نام «جایزه فائزه هاشمی» نامگذاری نمود. فائزه هاشمی دربارهٔ این جایزه می‌گوید:
علت این انتخاب ابتکار تأسیس فدراسیون اسلامی ورزش زنان و راه اندازی مسابقات زنان مسلمان در جهان توسط من است. به همین منظور من به عنوان رئیس فدراسیون اسلامی ورزش زنان برای شرکت در دهمین مراسم جایزه مسلم نیوز و اهدا جایزه فائزه هاشمی در حوزه ورزش به منتخب آن، در روز ۲۴ اسفندماه ۱۳۸۸ در این مراسم حاضر شدم. حبیب کولو توره کاپیتان باشگاه فوتبال منچستر سیتی و بازیکن تیم ملی ساحل عاج، برنده امسال این جایزه بود که در سفرم به انگلیس جایزه را اهدا کردم.

### فعالیت مطبوعاتی
او در سال ۱۳۷۷ اولین روزنامهٔ مربوط به زنان در جمهوری اسلامی، یعنی روزنامه زن را منتشر کرد و مدیر مسئول آن بود. روزنامه زن به دلیل درج اخبار سیاسی، نقد حجاب اسلامی، حمایت از فمنیسم، چاپ کاریکاتوری از آروین، پیرامون دیه زنان و درج خبری دربارهٔ فرح پهلوی، ابتدا در بهمن ۱۳۷۷ به مدت دو هفته و بار دیگر در ۱۷ فروردین ۱۳۷۸ برای همیشه توقیف شد.
فائزه هاشمی در مصاحبه‌ای با انصاف نیوز در ۱۸ دی ۱۳۹۹ به بهانهٔ چهارمین سالگرد فوت پدرش، با واکنش‌های زیادی مواجه شد. وی در بخشی از آن گفتگو، عنوان کرد: «ترامپ را برای ایران ترجیح می‌داد چرا که بخش‌هایی و افرادی خطرناکتر از ترامپ در قلدری و عدم پایبندی به اصول و قواعد و مقررات با عملکرد و بعضاً سیاست‌های نادرست، کشور را در سراشیبی ناکارآمدی‌ها، سوء مدیریت‌ها، بی‌کفایتی‌ها، دگم اندیشی‌ها و حتی گاهی تا مرز تلاشی پیش برده‌اند، به مطالبات عمومی نه تنها توجهی ندارند، بلکه در خاموش کردن آن از هم سبقت می‌گیرند.»

## انتخابات ریاست جمهوری دهم

### بازداشت
هاشمی از مخالفان جدی محمود احمدی‌نژاد بود و در جریان انتخابات ریاست جمهوری ایران (۱۳۸۸) از میرحسین موسوی حمایت می‌کرد. وی در اعتراضات پس از انتخابات ریاست‌جمهوری ۱۳۸۸ حضور فعالی داشت و در تظاهرات روز ۳۰ خرداد نیز برای مدت کوتاهی دستگیر شد. فائزه هاشمی در روز اعتراضات جنبش سبز در ۱ اسفند ۱۳۸۹، برای دومین بار، در خیابان ولی‌عصر، بالاتر از تقاطع فاطمی بازداشت شد، که این بار نیز پس از مدت کوتاهی، آزاد گردید.
فرزند او، حسن لاهوتی نیز در تاریخ ۲ فروردین ۱۳۸۹، در بدو ورود به ایران بازداشت شد. دادستان تهران در ۳ فروردین ۱۳۸۹، دربارهٔ بازداشت لاهوتی گفت: «لاهوتی با پذیرش تودیع وثیقه ۷۳ میلیون تومانی به دستور بازپرس و تأیید دادستان تهران از زندان آزاد شد. پرونده اتهامی حسن لاهوتی با تکمیل تحقیقات به دادگاه نیز ارسال خواهد شد.»

### حمله و فحاشی
فائزه هاشمی در ۳ اسفند ۱۳۸۹ هنگامی که برای تشییع جنازهٔ یکی از اقوامش به حرم عبدالعظیم در شهر ری رفته بود، مورد حملهٔ گروهی از طرفداران دولت وقت، قرار گرفت. انتشار فیلمی از این ماجرا که در آن سعید تاجیک نویسندهٔ کتاب «جنگ دوست داشتنی»، فائزه هاشمی را «فاحشه» می‌خواند، جنجال زیادی برانگیخت. تاجیک از اعضای پیشین سپاه پاسداران و مجری اسبق صدا و سیما است، که از نیروهای لباس شخصی در جریان تظاهرات جنبش سبز در عاشورا بود.
سعید تاجیک در واکنش به اعتراض‌ها به فحاشی به هاشمی در مصاحبه با روزآنلاین گفت: «بگیرند ما را، برخورد قهرآمیز بکنند، ببینند بچه حزب‌اللهی‌ها چه کار می‌کنند. به دادستان هم عرض کردم که من پایم را از اینجا بیرون بگذارم، حیثیت برای هاشمی نمی‌گذارم. برای اطاعت از رهبر جمهوری اسلامی حاضرم وارد کوه آتشفشان هم بشوم و مخالفان حکومت را «تکه‌تکه» کنم.» حتی احمد خاتمی در نماز جمعهٔ تهران از طرفداران حکومت خواست از فحاشی و کاربرد کلماتی که مشمول حد قذف است خودداری کنند.
فائزه هاشمی پس از انتشار این فیلم در مصاحبه با روزآنلاین گفت :شعبان بی‌مخ یک نفر بود با یک دسته اراذل، اما اینها الان شبکه‌ای هستند و با تعداد زیاد در همه شهرها و گسترده عمل می‌کنند. این کارها همه سازماندهی شده هستند و خودسرانه نیستند."هاشمی با اشاره به انتشار فیلم فحاشی گروهی از افراد موسوم به "حزب‌اللهی" به او در نزدیکی حرم عبدالعظیم و محکومیت آن توسط مقامات کشور گفت: "این فیلم آنقدر زشت و غیرقابل دفاع بود که مجبور شدند در برابر افکار عمومی عکس‌العملی داشته باشند."
علی مطهری با نوشتن نامه‌ای به رئیس قوه قضاییه نسبت به این فحاشی اعتراض کرد. مکارم شیرازی نیز با فحاشی به فائزه هاشمی مخالفت کرد. رئیس قوه قضائیه نیز، به‌طور ضمنی به فحاشی‌های انجام شده، انتقاد کرد.

## محاکمه و زندان

### محاکمه اول
پس از تشکیل پرونده قضایی برای فائزه هاشمی به اتهام مصاحبه با سایت روزآنلاین، جلسه دادگاه او روز ۲۳ مرداد ۱۳۹۰ اعلام شد، که پس از درخواست استمهال از سوی وکیل فائزه هاشمی به روز ۲۱ شهریور ۱۳۹۰ در شعبه ۱۵ دادگاه انقلاب اسلامی به ریاست قاضی صلواتی به تأخیر افتاد.
پس از درخواست مجدد وکیل هاشمی برای تدارک دفاع و موافقت دادگاه با این درخواست، جلسه دادگاه به ۳ دی ۱۳۹۰ به تأخیر افتاد و وقت رسیدگی تجدید شد. او پیش از این نیز در سالهای ۱۳۸۰ و ۱۳۸۲ در جریان توقیف روزنامه زن به دادگاه احضار شده بود. فائزه هاشمی در تاریخ ۳ دی در شعبه ۱۵ دادگاه انقلاب اسلامی به ریاست قاضی صلواتی، محاکمه غیرعلنی شد.

#### دوران زندان
حکم دادگاه بدوی فائزه هاشمی در ۱۳ دی ماه ۱۳۹۰، از سوی شعبه ۱۵ دادگاه انقلاب اسلامی تهران به ریاست قاضی صلواتی به ریاحی وکیل وی ابلاغ شد. فائزه هاشمی برابر حکم دادگاه، به جرم فعالیت تبلیغی علیه نظام، به شش ماه حبس تعزیری و ۵ سال محرومیت از فعالیت‌های سیاسی، فرهنگی و مطبوعاتی محکوم شد.

### محاکمه دوم
در اواخر اسفند ۱۳۹۵ هاشمی بار دیگر به شش ماه حبس تعزیری محکوم شد. اتهامات فائزه هاشمی نشر اکاذیب به قصد تشویش اذهان عمومی نسبت به قوه قضاییه و سپاه و همچنین سیاه‌نمایی علیه نظام اعلام شد. شاکیان پرونده سپاه پاسداران انقلاب اسلامی و قوه قضائیه جمهوری اسلامی ایران بودند.

## بازداشت در خیزش سراسری ۱۴۰۱
هاشمی در ۵ مهر ۱۴۰۱ در جریان خیزش ۱۴۰۱ ایران به وسیلهٔ یک «نهاد امنیتی» بازداشت شد. او پیش از اعتراضات گفته بود حکومت برای سرکوب اعتراضات آن را اغتشاش می‌خواند و محتوای جمهوری اسلامی را «یک چیز من درآوردی و دیکتاتوری برای حفظ بقا» توصیف کرد. خبرگزاری تسنیم وابسته به سپاه پاسداران علت دستگیری او را «تحریک» معترضان به «اعتراضات خیابانی در منطقهٔ شرق تهران» اعلام کرد. مادرش عفت مرعشی با ارسال نامه‌ای به علی خامنه‌ای، رهبر جمهوری اسلامی ایران، خواست که از «بدرفتاری با زندانیان پرهیز شود.» پس از یک ماه در ۱۵ آبان خانوادهٔ او توانستند در زندان اوین با او ملاقات کنند.
هاشمی در ۹ آذر در اولین جلسهٔ دادگاه به «اجتماع و تبانی علیه امنیت کشور»، «فعالیت تبلیغی علیه نظام جمهوری اسلامی» و «اخلال در نظم و آسایش عمومی از طریق شرکت در تجمعات غیرقانونی» متهم شد. به گفتهٔ وکیلش، هاشمی به شش ماه حبس تعزیری و به‌عنوان تتمیم مجازات به «پنج سال محرومیت از عضویت و فعالیت در احزاب، گروه‌ها، انجمن‌ها، فضای مجازی و فعالیت رسانه‌ای و مطبوعاتی» محکوم شد. به گزارش پارسینه، او در دادگاه به ریاست قاضی صلواتی به پنج سال حبس محکوم شد که این خبر بعداً توسط وکیلش تأیید شد.

## مصاحبه‌های جنجالی
مصاحبه‌های فائزه هاشمی با شبکه‌های تلویزیونی، سایتها و مطبوعات، بارها موجب جنجال آفرینی شده است.

### مرگ مشکوک پدر
فائزه هاشمی گفت که در جلسه‌ای با حضور اعضای خانواده و برخی از مسئولان شورای عالی امنیت ملی اعلام کردند که در بدن پدرم ۱۰ برابر بیش از حد مجاز، رادیواکتیو بوده است.

#### شهادت‌خواندن مرگ پدر
فائزه رفسنجانی، بعداً در پیامی از داخل زندان اوین از مرگ پدرش به صراحت با عنوان شهادت نام برد.

### مرگ مشکوک پدر همسرش و فرزند او
او در یک مصاحبه جنجالی با شهروند امروز در آبان سال ۱۳۸۷ دربارهٔ عامل مرگ پدر شوهرش حسن لاهوتی اشکوری گفت که علت مرگش مسمومیت با سم استریکنین بوده است و نه سکته قلبی و آن‌طور که در رسانه‌های جمهوری اسلامی گفته شد. این مصاحبه، باعث توقیف «شهروند امروز» شد.
فائزه هاشمی در جایی دیگر، دربارهٔ دلیل مرگ حسن لاهوتی اشکوری و نیز مرگ پسر او، وحید لاهوتی به صراحت گفت: «هم حسن لاهوتی و هم فرزند او، وحید را [بر اثر ضربه به سر در زندان] کشتند.»

### دربارهٔ خمینی و خامنه‌ای
فائزه هاشمی در اعتراض به تغییر مصاحبه‌اش گفت: «هرگز به خمینی، امام و به خامنه‌ای، مقام معظم رهبری نمی‌گویم و اصلاً قبول ندارم که آقای هاشمی، یار آقای خمینی بودند؛ بلکه می‌گم همراه آقای خمینی بودن و به ایشون کمک کردند.»

### گروه‌های فشار
او همچنین در فروردین ۱۳۹۰ در گفتگو با روزآنلاین با اشاره به هتاکی صورت گرفته در شهر ری به او، گفته بود که مملکت به دست اراذل و اوباش افتاده است. پس از این مصاحبه محسنی اژه‌ای دادستان کل کشور در اردیبهشت ماه ۱۳۹۰، از تشکیل پرونده قضایی برای فائزه هاشمی به اتهام مصاحبه با سایت روزآنلاین خبر داد.

### دیدار یکی از رهبران بهائیان ایران
وی در اردیبهشت سال ۱۳۹۵ با فریبا کمال‌آبادی از اعضای ارشد بهائیان که برای مرخصی از زندان بیرون آمده بود، دیدار کرد و باعث واکنش از طرف بسیاری از مقامات و رسانه‌های نزدیک به حکومت ایران شد. خانم کمال‌آبادی در مدتی که فائزه هاشمی در زندان بود، همبندی او بود.

### حجاب اسلامی
مصاحبه فائزه هاشمی با شبکه دو صدا و سیما در اردیبهشت ۱۳۸۸، دربارهٔ حجاب اسلامی، چادر مشکی و وضعیت زنان، جنجال‌آفرین شد. این مصاحبه او با واکنش و مخالفت برخی اصولگرایان، نظیر عباس کعبی، فاطمه آجرلو و جعفر شجونی مواجه شد.
در پی انتشار مصاحبهٔ فائزه هاشمی رفسنجانی با ماهنامه نسیم بیداری در اردیبهشت ۱۳۹۰ دربارهٔ شیوه انتشار و انعکاسِ مصاحبهٔ مذکور، ابراز نارضایتی کرده و با صدور تکذیبیه‌ای گفت: «تغییراتی در مصاحبه بدون اطلاع این جانب و بر خلاف توافقاتِ از پیش صورت گرفته، انجام پذیرفته است که شامل حذف و اضافهٔ برخی کلمات و عبارات می‌باشد.»

### تحریم انتخابات
هاشمی در فروردین ۱۴۰۰ با حضور در یک بحث که در صفحه مصطفی فقیهی و در شبکه اجتماعی کلاب‌هاوس برگزار شد، برای حدود ۶ ساعت در مورد موضوعات مختلف به سوالات شرکت کنندگان پاسخ داد. این نشست رکورد پرمخاطب‌ترین جلسه در کلاب‌هاوس فارسی را با حضور حدود بیست و چهار هزار نفر به صورت زنده برای خود ثبت کرد. در بخشی از بحث وی دیدگاه‌های خود را دربارهٔ انتخابات ریاست جمهوری ایران در سال ۱۴۰۰ بیان کرد. او با انتقاد از کارنامه حسن روحانی، گفت: «حتی در صورتی که برادرم محسن هاشمی رفسنجانی کاندیدای انتخابات ۱۴۰۰ باشد که او را قبول دارم، باز هم در این انتخابات شرکت نمی‌کنم و رای نمی‌دهم.»

### پیشنهاد معاون اولی
او در قسمت دیگری از گفت‌وگو بیان کرد که محمود احمدی‌نژاد به وی برای انتخابات ریاست جمهوری ۱۴۰۰ پیشنهاد معاون اولی و ائتلاف داده؛ ولی او به دلیل عملکردش در سال ۱۳۸۸ و توهین‌هایی که به پدرش کرده، این پیشنهاد را نپذیرفته است. دفتر احمدی‌نژاد ساعاتی بعد، این ادعای فائزه هاشمی را با انتشار بیانیه‌ای رد کرد.

## زندگی شخصی
فائزه در ۱۶ سالگی با حمید لاهوتی اشکوری ازدواج کرد. شایعاتی مبنی بر جدایی او از همسرش وجود داشت که در مصاحبه‌ای در سال ۱۳۹۲ این شایعات را تکذیب کرد. حمید لاهوتی مالک شرکت‌هایی چون پلی‌اتیلن تک سیرجان، اسفنج‌های صنعتی سیرجان و سبک‌ساز بسپار است.
فائزه دو فرزند به نام مونا و حسن دارد. حسن ساکن انگلستان است و در سال ۱۳۹۰ هنگام بازگشت به ایران مدتی بازداشت شد. مونا لاهوتی ازدواج کرده است ولی اطلاعاتی دربارهٔ همسر او در دسترس نیست. انتشار فایل صوتی گفتگوی تلفنی مونا با نیک‌آهنگ کوثر و افشاگری‌های او در این مکالمه جنجال‌هایی را در پی داشت.